# Iakovenșciîna-Horova, Șîșakî
Iakovenșciîna-Horova (în ucraineană Яковенщина-Горова) este un sat în comuna Velîka Buzova din raionul Șîșakî, regiunea Poltava, Ucraina.

## Demografie
Componența lingvistică a localității Iakovenșciîna-Horova
     Ucraineană (100%)
Conform recensământului din 2001, toată populația localității Iakovenșciîna-Horova era vorbitoare de ucraineană (100%).